# Bogurodzica
Bogurodzica o Bogarodzica ([bɔɡurɔˈd͡ʑit͡sa]; "Theotókos") è un inno medievale polacco, scritto presumibilmente tra il XIII e il XIV secolo. La prima testimonianza scritta risale al 1407, mentre nello Statuto di Łaski il componimento venne erroneamente attribuito a San Wojciech di Praga.

## Testo
U twego syna Gospodzina Matko zwolena, Maryja, 

Zyszczy nam, spuści nam! 

Kyrie eleison!
Twego dziela Krzciciela, bożycze, 

Usłysz głosy, napełń myśli człowiecze! 

Słysz modlitwę, jąż nosimy, 

A dać raczy, jegoż prosimy: 

A na świecie zbożny pobyt, 

Po żywocie rajski przebyt! 

Kyrie eleison!»
Al tuo figlio, nostro Signore, o Madre scelta, Maria, 

convertici, mandaci! 

Kyrieleison!»